# Бойм, Александр Соломонович
Алекса́ндр Соломо́нович Боим  (4 апреля 1938, Москва — 2 января 2015, там же) — советский и российский художник театра и кино, живописец, педагог.

## Биография
Родился в семье художника-графика Соломона Самсоновича Боима (1899—1978); старшая сестра — Рахиль Соломоновна Боим (1928—2018), заслуженный художник РФ, мастер акварели.
Окончил:
- МСХШ при Институте им. Сурикова (1957).
- ВГИК (худож. ф-т, 1963).

Художник-постановщик киностудий «Мосфильм», «Беларусьфильм», «Рижская киностудия» и других, а также театральный художник. Работал на фильмах Андрона Кончаловского, Сергея Соловьева, Георгия Данелия, Андрея Тарковского, Николая Досталя, Ларисы Шепитько, Глеба Панфилова, Андрея Смирнова, Сергея Юрского, Родиона Нахапетова. Преподавал живопись и рисунок на постановочном факультете Школы-студии им. Вл. И. Немировича-Данченко (ВУЗ) при МХАТ им. А. П. Чехова. Лауреат премий «Золотой овен» и «ТЭФИ».
Персональные выставки: Выставочный зал МОСХ на Беговой (1992); Выставочный зал МСХ на Кузнецком мосту (2016).
Ушел из жизни 2 января 2015 года. Похоронен на Ваганьковском кладбище в Москве.

## Признание и награды
- 2000 — Премия «Золотой овен» за лучшую работу художника-постановщика в фильме «Романовы. Венценосная семья»
- 2004 — Премия «ТЭФИ» за лучшую работу художника-постановщика в фильме «Бедная Настя»

## Фильмография
- 1962 — Эй, кто-нибудь!
- 1965 — Город мастеров
- 1966 — Последний жулик
- 1969 — Король-олень
- 1969 — Золотые ворота
- 1969 — Дворянское гнездо
- 1969 — В тринадцатом часу ночи
- 1971 — Ты и я
- 1973 — Много шума из ничего [1]
- 1974 — Совесть
- 1974 — Осень
- 1974 — Приключения в городе, которого нет
- 1975 — Бриллианты для диктатуры пролетариата
- 1975 — Под крышами Монмартра
- 1979 — Сталкер
- 1979 — Верой и правдой
- 1980 — Спасатель
- 1981 — Женщина в белом
- 1981 — Вакансия
- 1982 — Слёзы капали
- 1984 — Пеппи Длинныйчулок
- 1984 — Идущий следом
- 1985 — Человек с аккордеоном
- 1987 — Шура и Просвирняк
- 1987 — На исходе ночи
- 1988 — Аэлита, не приставай к мужчинам
- 1990 — Чернов/Chernov
- 1998 — Незримый путешественник [1]
- 1999 — Евгений Онегин
- 2000 — Романовы. Венценосная семья
- 2003 — Полтора кота
- 2004 — Бедная Настя
- 2007 — Ленинград. Город живых